# Юзефув (гміна Годзеше-Вельке)
Юзефув (пол. Józefów) — село в Польщі, у гміні Годзеше-Вельке Каліського повіту Великопольського воєводства.
Населення — 278 осіб (2011).
У 1975-1998 роках село належало до Каліського воєводства.

## Демографія
Демографічна структура станом на 31 березня 2011 року:
|          | Загалом | Допрацездатний вік | Працездатний вік | Постпрацездатний вік |
| -------- | ------- | ------------------ | ---------------- | -------------------- |
| Чоловіки | 135     | 33                 | 93               | 9                    |
| Жінки    | 143     | 32                 | 82               | 29                   |
| Разом    | 278     | 65                 | 175              | 38                   |